# Valeri Bojinov
Valeri Emilov Bojinov (Bulgaars: Валери Емилов Божинов) (Gorna Orjachovitsa, 15 februari 1986) is een Bulgaarse voetballer die bij voorkeur als centrale aanvaller speelt. Bojinov speelde van 2004 tot in 2015 voor het Bulgaars voetbalelftal.

## Clubcarrière
Toen Bojinov veertien jaar was werd hij ontdekt door Pantaleo Corvino. Hij werd naar Malta gehaald en begon zijn jeugdopleiding bij Pietà Hotspurs FC. Een jaar later werd hij voor ongeveer €15.000 naar US Lecce gehaald en maakte hij op 15-jarige leeftijd zijn debuut voor die club in de Serie A. Hij speelde drie jaar voor Lecce vertrok toen op 18-jarige leeftijd voor een bedrag van dertien miljoen eurio naar Fiorentina. Hij speelde een seizoen bij Fiorentina en werd toen uitgeleend aan Juventus, omdat Fiorentina Luca Toni verkoos op zijn positie. Een jaar verkaste Bojinov naar Manchester City. Hier kampte hij regelmatig met blessures. Toen Manchester City voor aanvang van het seizoen 2009/10 concurrenten als Roque Santa Cruz, Carlos Tévez en Emmanuel Adebayor kocht, mocht Bojinov vertrekken. Hij werd uitgeleend aan Parma., dat hem daarna definitief aantrok. Bojinov verhuisde in 2011 dan weer naar Sporting Portugal. Bojinov werd in de tweede seizoenshelft  van 2011/2012 aan ex-club US Lecce verhuurd. In 2012-2013 speelde hij op huurbasis voor Hellas Verona en Vicenza Calcio Met beide clubs kwam hij uit in de Serie B. Daarna speelde Bojinov voor Levski Sofia, Ternana Calcio en FK Partizan. Sinds begin 2017 speelt hij in de Chinese Jia League voor Meizhou Hakka. In juli 2017 ging hij voor het Zwitserse FC Lausanne-Sport spelen maar hij liet zijn contract begin oktober ontbinden. In februari 2018 ging Bojinov voor het Kroatische NK Rijeka spelen. Ook hier kwam hij niet aan spelen toe en Bojinov keerde medio 2018 terug naar Bulgarije. Hij scoorde 7 doelpunten in 11 wedstrijden voor Botev Vratsa en werd door Levski Sofia overgenomen. Van medio 2019 tot december van dat jaar kwam Bojinov uit voor Botev Vratsa. In februari 2020 sloot hij aan bij Pescara in de Serie B. In september 2020 keerde hij terug bij Levski Sofia.

## Privé
Bojinov kreeg in 2007 een zoon van de Bulgaarse zangeres Alisia.